# Phil Read
Phillip William Read MBE, més conegut com a Phil Read   (Luton, 1 de gener de 1939 - Canterbury, 6 d'octubre de 2022), fou un pilot de motociclisme anglès que va guanyar set campionats del món en diverses categories entre 1964 i 1974. Malgrat que la seva carrera es veié sovint enfosquida per la del seu contemporani Mike Hailwood, Read esdevingué el primer a guanyar sengles campionats mundials a les categories de 125cc, 250cc i 500cc i és un dels únics quatre pilots a haver guanyat mai campionats mundials en tres categories diferents.
Anomenat afectuosament The Prince of Speed ('El príncep de la velocitat'), va ser guardonat amb la medalla de l'Orde de l'Imperi Britànic (MBE, Member of the Order of the British Empire) «pels serveis al motociclisme» el 1979 i nomenat MotoGP Legend el 2002 i FIM Legend el 2013.

## Carrera esportiva

### Primers anys

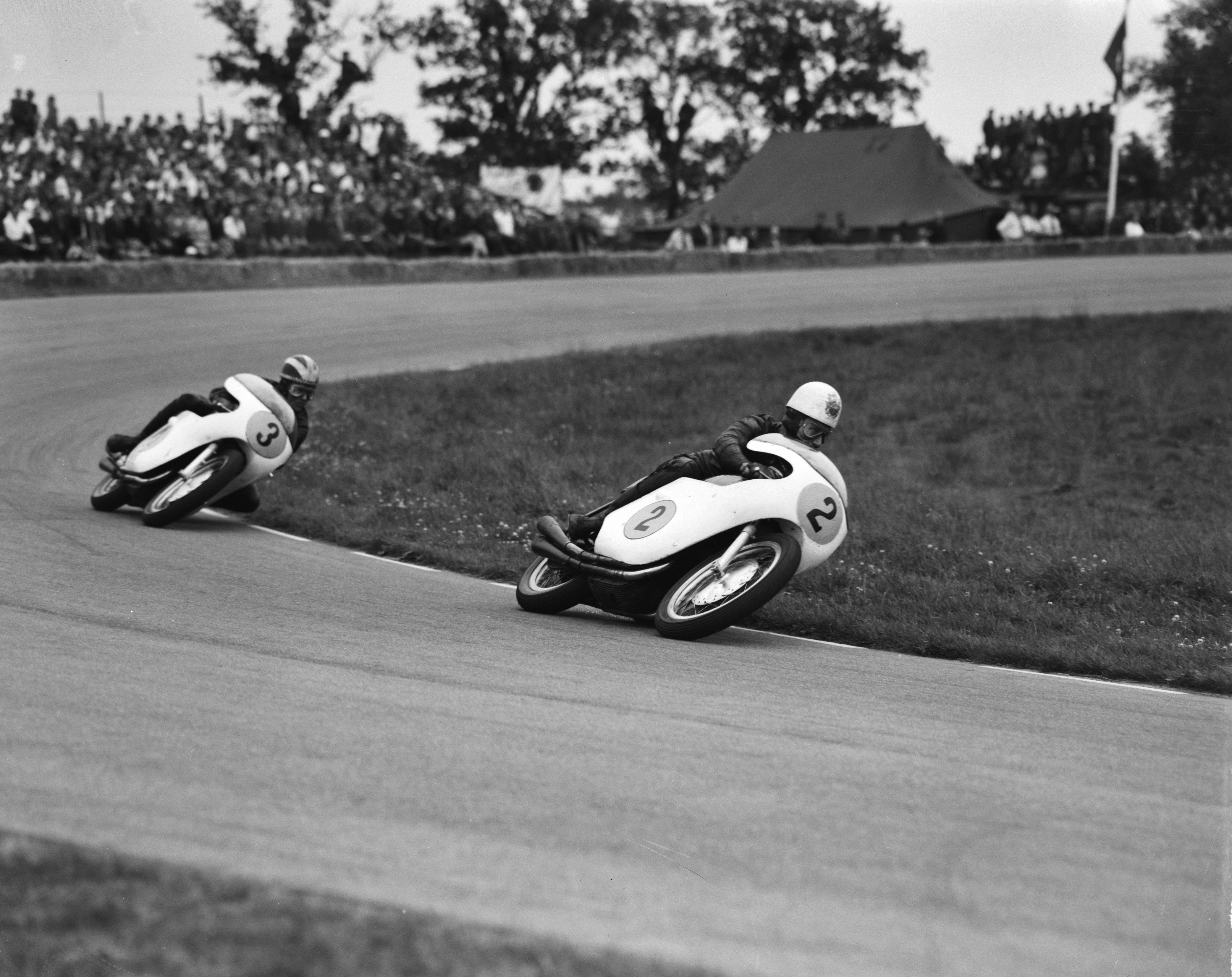
Read amb la Gilera 500 darrere de John Hartle al Dutch TT de 1963

Nascut a la gran urbs de Bedfordshire, Luton, Read ja era un gran aficionat a les motocicletes de carretera quan treballava com a aprenent de muntador a Brown and Green, un fabricant de maquinària industrial d'aquella ciutat. La seva primera moto de carretera va ser una Velocette KSS amb la qual va començar a practicar el 1955 a 16 anys, l'edat mínima legal per a conduir al Regne Unit. Més tard es va comprar una BSA Gold Star DBD32. Va debutar a les curses amateurs en circuits curts el 1958 amb una BSA Gold Star Duke. El 1960 va guanyar el Manx Grand Prix Junior amb rècord de velocitat inclòs amb una Norton Manx i el 1961 va guanyar el Junior TT (350cc). Aquell any, a més, va quedar segon a les curses de 350 i 500cc de la North West 200 amb sengles Norton Manx.
Els anys 1962 i 1963 va guanyar la cursa de resistència Thruxton 500 amb les Norton Dominator 650SS de Syd Lawton.
El 1963, el prometedor Read va ser fitxat temporalment per l'equip Scuderia Duke Gilera, dirigit per Geoff Duke, com a suplent de Derek Minter als Grans Premis, ja que Minter s'havia lesionat greument al maig a Brands Hatch després d'un accident a l'última volta mentre anava primer amb el pilot de Dunstall Dave Downer, després del qual Downer es va morir.
Al Senior TT de 1963, l'equip de Duke va obtenir el segon lloc (John Hartle) i el tercer (Phil Read) darrere del guanyador Mike Hailwood (MV Agusta), mentre que a la cursa de 500cc del següent Gran Premi, el Dutch TT d'Assen, Hartle va guanyar per davant de Read i Hailwood es va retirar. Read va quedar segon darrere de Hailwood a la cursa de 500cc del Gran Premi de Bèlgica, però llavors Minter es va refer i va tornar a temps per a recuperar el seu lloc a l'equip per a la cursa següent, el Gran Premi de l'Ulster, a l'agost. La Scuderia Duke Gilera es va dissoldre a finals d'aquell any.

### L'època dels dos temps
Durant la dècada del 1960, Yamaha va tenir al seu equip pilots prolífics com ara Read, el canadenc Mike Duff i més tard Bill Ivy. El 1964, Read va donar a Yamaha el seu primer títol mundial en guanyar el de 250cc, títol que va revalidar l'any següent. De cara al 1966, Yamaha va introduir una nova motocicleta de 250cc de quatre cilindres i certs problemes de joventut amb el nou motor van impedir-li a Read de defensar el títol, que finalment guanyà Hailwood. El 1967, Read va lluitar amb Hailwood i la seva Honda de sis cilindres fins a la ronda final. Tots dos van acabar empatats a punts, però Hailwood es va endur el títol gràcies a les seves cinc victòries davant les quatre de Read. Aquell any, Phil Read va rellevar Frank Perris com a representant de la Grand Prix Riders' Association.
La temporada de 1968 va resultar controvertida per a Read. Yamaha havia decidit que ell es concentrés a guanyar el títol de 125cc i el seu company d'equip Bill Ivy guanyés el de 250cc. Després de guanyar el campionat de 125cc, però, Read va desobeir les ordres d'equip i va lluitar contra Ivy pel títol de 250cc. Tots dos van acabar la temporada empatats a punts i finalment Read va obtenir el títol gràcies als seus millors temps. Aquest títol, però, li va sortir car a Read, ja que Yamaha mai no el va tornar a contractar.
El gener de 1969, Read va donar el seu suport a un projecte destinat a proporcionar motors de competició al públic en general, anomenat Read Weslake: es tractava d'un prototip de motor Weslake de quatre temps de 500cc vertical, amb quatre vàlvules per cilindre i arbres de lleves accionats per engranatges. Inicialment el motor es va instal·lar en un bastidor Rickman Street Metisse estàndard que estava pensat per a un motor de Triumph Bonneville. Read n'havia de ser el pilot i consultor de desenvolupament. Va trobar que el bastidor Metisse era massa pesat i, malgrat les intencions de fabricar-ne un de més lleuger, va decidir abandonar el bastidor de Rickman a favor d'un de tub Reynolds que havia construït Ken Sprayson per a Tom Arter i el seu pilot Peter Williams, qui tenia un projecte per a substituir la seva antiquada Matchless G50.
Read s'havia d'establir vora la seu de Weslake, a Rye, per a desenvolupar encara més el projecte, alliberant Peter Williams (enfeinat a Norton), però al novembre es va retirar del projecte, el qual, però, va continuar tot ampliant la cilindrada del motor a 700 cc el 1970 i participant en alguna cursa amb el patrocini de Geoff Monty, abans de plegar definitivament.
Després de perdre's la major part de les temporades del mundial de 1969 i 1970, just quan les principals fàbriques japoneses es van retirar dels Grans Premis, Read es va concentrar en les principals curses internacionals britàniques i europees.
Read va tornar a temps complet al mundial la temporada de 1971 amb una Yamaha privada molt especial, desenvolupada sota la direcció de l'holandès Ferry Brouwer amb frens de doble disc, potència i aerodinàmica millorades i la col·laboració d'Eric Cheney (estructura), Helmut Fath (embragatge sec) i Rod Quaife (transmissió de sis velocitats), però sense suport de fàbrica. Amb aquesta motocicleta va ser capaç de guanyar els tres primers Grans Premis de la temporada i d'aconseguir el seu cinquè campionat del món (el quart de 250cc).

### L'època dels quatre temps

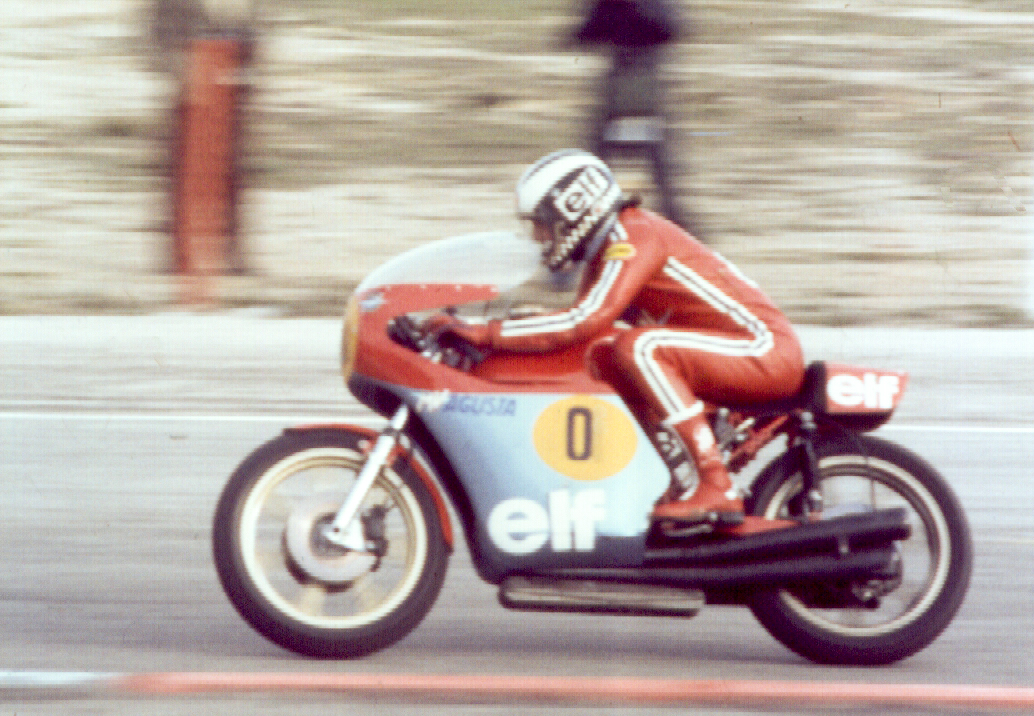
Read amb la MV Agusta 500 a Paul Ricard durant el GP de França de 1975

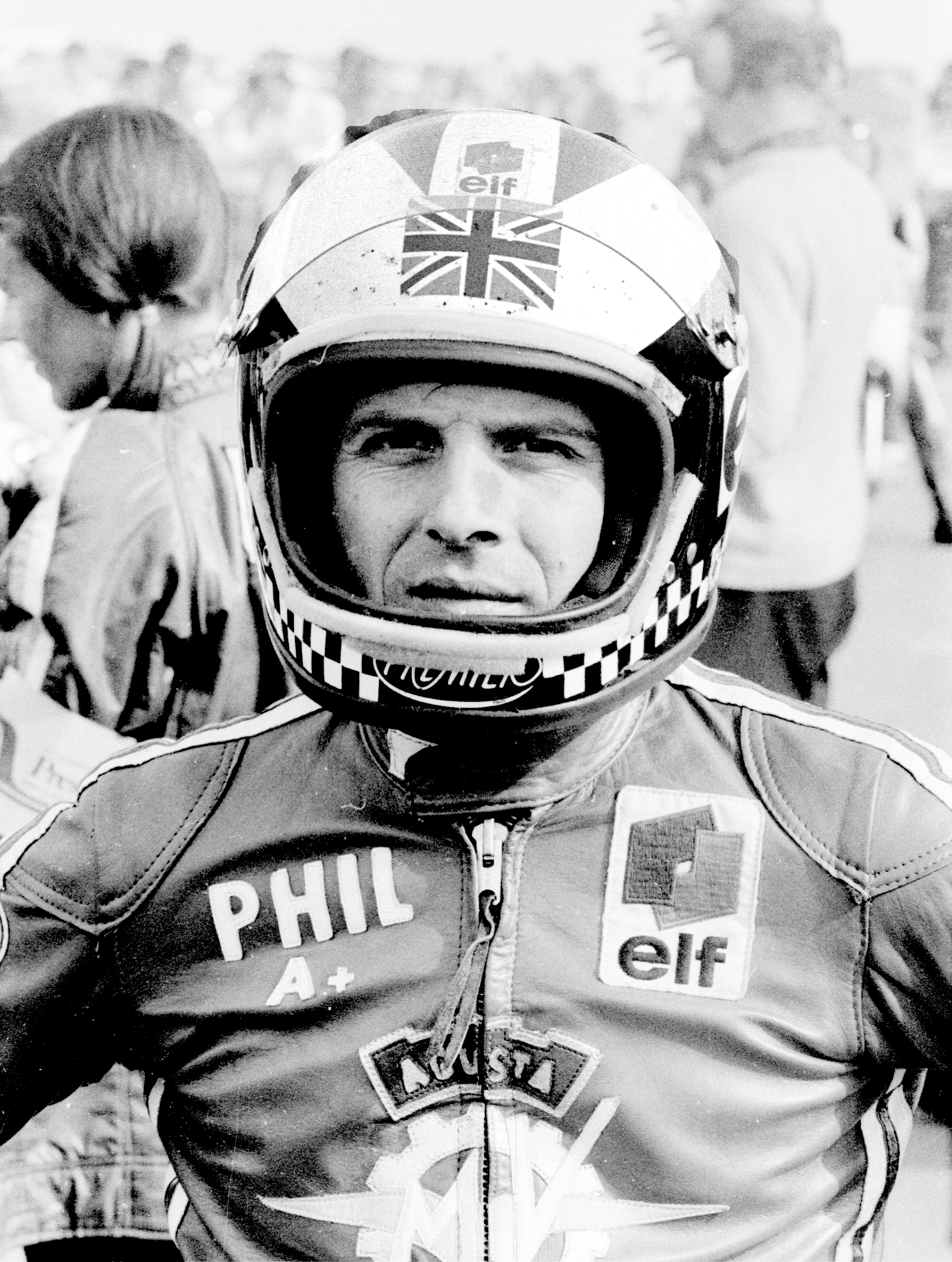
Phil Read el 1975 lluint un casc Premier amb el seu típic disseny

El 1972, Read va acceptar una oferta de l'equip de fàbrica de MV Agusta per a disputar el Campionat del Món de 350cc, on acabà cinquè. A banda, va rebre motocicletes per a curses puntuals com a membre convidat de l'equip JPS Norton, amb una de les quals va acabar quart a la Daytona 200. Altres membres d'aquell equip eren el treballador de Norton Peter Williams i Tony Rutter, que fou substituït aviat per John Cooper.
El 1973, competint a les dues classes (350 i 500cc), va guanyar el títol de 500cc, cosa que va representar el primer Campionat del Món guanyat amb frens de disc Lockheed. Aquell mateix 1973, Read va guanyar la prestigiosa Race of the Year a Mallory Park. Va defensar amb èxit la seva corona de 500cc el 1974 en el que va ser l'últim campionat del món guanyat per la marca italiana. També fou l'última vegada que una moto de quatre temps guanyava un títol fins a l'arribada de la categoria de MotoGP el 2002.
Amb la seva MV, Read va presentar una forta oposició a la Yamaha de Giacomo Agostini el 1975 en la lluita pel campionat de 500cc, però va acabar-hi en segona posició. Adonant-se que l'època dels quatre temps arribava a la seva fi, va abandonar l'empresa italiana per continuar corrent amb una Suzuki privada la temporada de 1976, després de la qual es va retirar dels Grans Premis.

### Al TT de l'illa de Man
El TT de l'illa de Man de 1976 va ser el darrer que puntuava per al mundial (a partir de 1977, el Gran Premi de Gran Bretanya es va celebrar a Silverstone per qüestions de seguretat). Read, tot i retirat dels Grans Premis, va continuar competint a l'illa. El 1977 hi va guanyar la cursa de TTF1 (Fórmula 1) amb una Honda CB750 SOHC oficial i el Senior TT amb una Suzuki. El 1978 va ser quart al Classic TT. Aquesta mena de curses van fer que Honda produís una sèrie limitada de 150 unitats de tipus "roadster" de Fórmula 1 amb estil de moto de competició que anomenà "Phil Read Replica". Era un model basat en la CB750F2 amb accessoris de Seeley pintat amb els colors d'Honda Britain (blau i vermell).
Read va competir al TT de 1978 contra Mike Hailwood, qui va fer una famosa remuntada amb una Ducati 900SS proporcionada pel concessionari de Manchester Sports Motorcycles. Després d'una pausa de quatre anys més, l'última cursa de Read va ser el TT de 1982, a 43 anys.
Un aspecte menys conegut de la carrera de Phil Read va ser la seva implicació en les curses de resistència. Va pilotar una Honda al Bol d'Or i va guanyar la Thruxton 500 dos anys seguits (1962 i 1963).

## Polèmica

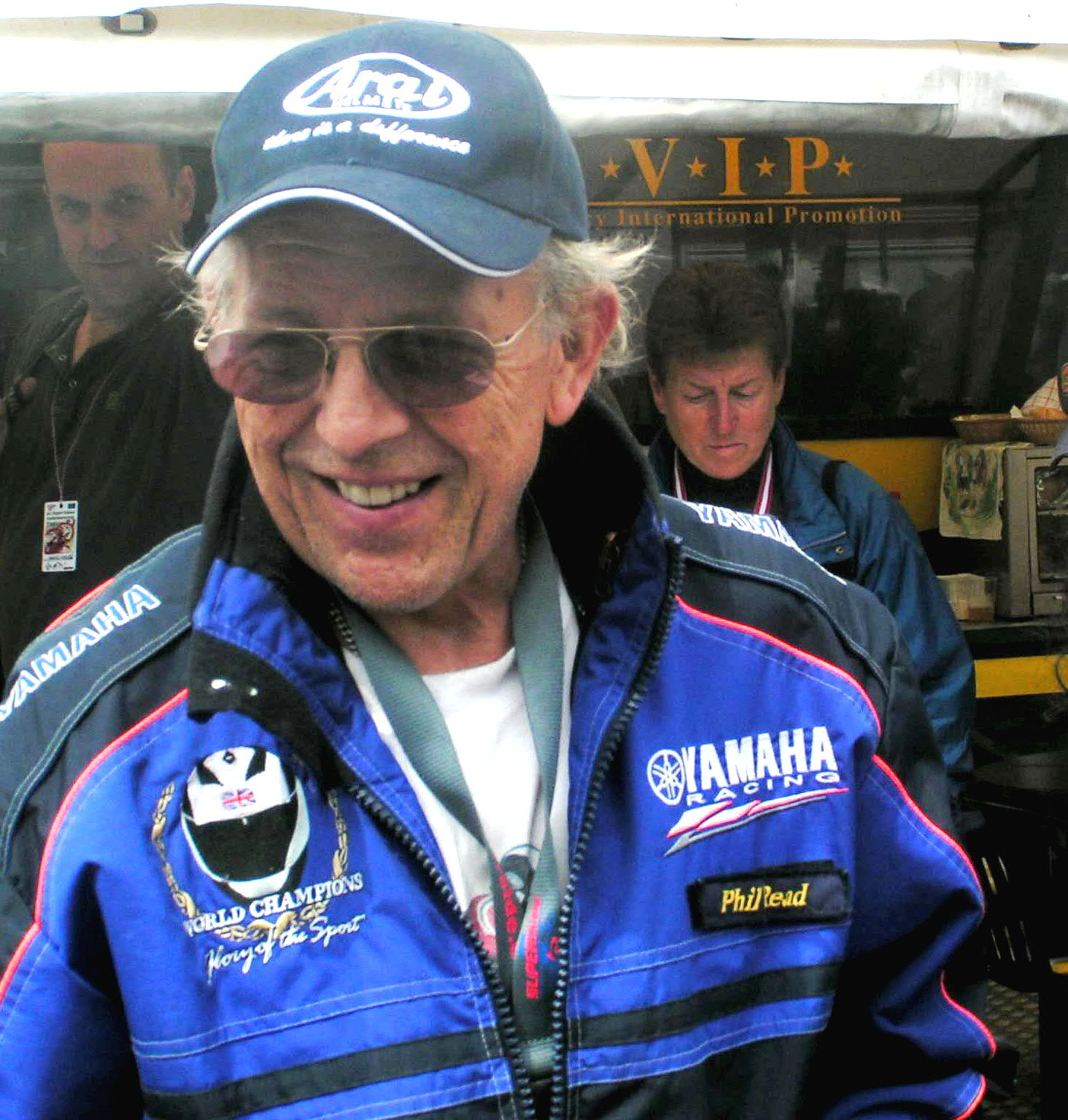
Phil Read el 2006

Read era conegut dins el paddock per les seves opinions franques i directes, sobretot quan es tractava dels perills del Mountain Course del TT de l'illa de Man. En particular, això va quedar palès arran de la mort de Gilberto Parlotti al TT de 1972. Colpit per la tragèdia, el seu amic íntim i alhora company d'equip a MV Augusta de Read, Giacomo Agostini, va declarar públicament que mai més no tornaria a córrer al TT. Aquesta decisió va tenir conseqüències de gran abast per al TT i va comportar que les principals estrelles del motociclisme secundessin la iniciativa alhora que emetien dures crítiques a l'organització i a la seguretat de la cursa. Read era a l'avantguarda dels crítics.
En determinats aspectes els comentaris estaven justificats i van fer que la FIM decidís de retirar el TT del calendari del campionat del món després de l'edició de 1976. Aquesta decisió va causar rebuig entre molts aficionats a les curses de velocitat "pures" i va provocar que alguns d'ells -molts dels quals, de l'illa de Man- li agafessin aversió a Read.
Com a conseqüència de la retirada del TT del mundial, de cara a l'edició de 1977 s'hi va augmentar significativament l'import dels premis en metàl·lic alhora que es va crear el Campionat del Món de Fórmula 1 TT. Això, al seu torn, va provocar força comentaris sobre la decisió de Read de tornar al TT aquell any i molts aficionats se'n van burlar. Aquesta situació va continuar fins al TT de 1978, quan Read assumí entre els espectadors el paper del dolent de la pel·lícula contra Mike Hailwood, l'any del famós retorn amb victòria d'aquest altre campió.
Malgrat tot, Read sempre va adduir en la seva defensa que ell considerava que els pilots havien de córrer a l'illa de Man obligats per contracte, com a part de la campanya del campionat del món, en comptes de deixar la participació de cadascú al seu lliure albir.
Amb el temps, la majoria dels aficionats van arribar a acceptar les conclusions de 1972 i durant molts anys tant Read com Agostini, juntament amb molts altres antics competidors, van ser convidats sovint a les curses del TT, on feien voltes d'exhibició i desfilada.

## Interessos empresarials
El 1967, Read estava domiciliat al paradís fiscal de Guernsey, on tenia un negoci de venda d'embarcacions. Durant la dècada del 1970 va començar a distribuir cascs de la marca Premier i va donar el seu nom a diversos articles d'equipament per a motoristes, entre ells un casc integral "Phil Read Replica" que duia el seu característic disseny i esquema de colors: negre amb tres franges blanques i una orla de quadres blancs i negres.
Read també va obrir un concessionari Honda a Hersham (Surrey) el 1979.
Darrerament, Read vivia a Canterbury (Kent) i passava els estius visitant circuits d'Europa i exhibint-hi algunes de les seves motocicletes de competició.

## Resultats al Mundial de motociclisme
Barem de puntuació de 1950 a 1968:
| Posició | 1 | 2 | 3 | 4 | 5 | 6 |
| Punts   | 8 | 6 | 4 | 3 | 2 | 1 |

Barem de puntuació de 1969 a 1987:
| Posició | 1  | 2  | 3  | 4 | 5 | 6 | 7 | 8 | 9 | 10 |
| Punts   | 15 | 12 | 10 | 8 | 6 | 5 | 4 | 3 | 2 | 1  |

(Ids. Grans Premis | Llegenda) (Curses en negreta indiquen pole; curses en  itàlica indiquen volta ràpida)
| Any  | Categoria | Motocicleta | 1       | 2     | 3      | 4      | 5      | 6     | 7     | 8     | 9      | 10     | 11    | 12    | 13    | Punts | Posició | Victòries |
| ---- | --------- | ----------- | ------- | ----- | ------ | ------ | ------ | ----- | ----- | ----- | ------ | ------ | ----- | ----- | ----- | ----- | ------- | --------- |
| 1961 | 125cc     | EMC         | ESP -   | GER - | FRA -  | IOM NC | DTT 4  | BEL - | DDR - | ULS - | NAT -  | SWE -  | ARG - |       |       | 3     | 12è     | 0         |
| 1961 | 350cc     | Norton      |         | GER - |        | IOM 1  | DTT 4  |       | DDR - | ULS 4 | NAT -  | SWE -  |       |       |       | 13    | 5è      | 1         |
| 1961 | 500cc     | Norton      |         | GER - | FRA -  | IOM NC | DTT 4  | BEL - | DDR - | ULS - | NAT -  | SWE -  | ARG - |       |       | 3     | 15è     | 0         |
| 1962 | 350cc     | Norton      | IOM 7   | DTT 6 |        | ULS -  | DDR -  | NAT - | FIN - |       |        |        |       |       |       | 1     | 15è     | 0         |
| 1962 | 500cc     | Norton      | IOM NC  | DTT 3 | BEL -  | ULS 3  | DDR -  | NAT 4 | FIN - | ARG - |        |        |       |       |       | 11    | 3r      | 0         |
| 1963 | 250cc     | Yamaha      | ESP -   | GER - | IOM -  | DTT -  | BEL -  | ULS - | DDR - | NAT - |        | ARG -  | JPN 3 |       |       | 4     | 10è     | 0         |
| 1963 | 350cc     | Gilera      |         | GER 3 | IOM NC | DTT -  |        | ULS - | DDR - | NAT - | FIN -  |        | JPN - |       |       | 4     | 11è     | 0         |
| 1963 | 500cc     | Gilera      |         |       | IOM 3  | DTT 2  | BEL 2  | ULS - | DDR - | NAT - | FIN -  | ARG -  | JPN - |       |       | 16    | 4t      | 0         |
| 1964 | 125cc     | Yamaha      | USA -   | ESP - | FRA -  | IOM -  | DTT 2  |       | GER - | DDR - | ULS -  | FIN -  | NAT - | JPN - |       | 6     | 8è      | 0         |
| 1964 | 250cc     | Yamaha      | USA -   | ESP 3 | FRA 1  | IOM NC | DTT 2  | BEL - | GER 1 | DDR 1 | ULS 1  |        | NAT 1 | JPN - |       | 46    | 1r      | 5         |
| 1964 | 350cc     | AJS         |         |       |        | IOM 2  | DTT -  |       | GER - | DDR - | ULS -  | FIN -  | NAT - | JPN - |       | 6     | 6è      | 0         |
| 1964 | 500cc     | Matchless   | USA 2   |       |        | IOM NC | DTT 6  | BEL 2 | GER 3 | DDR - |        |        |       |       |       | 25    | 3r      | 1         |
| 1964 | 500cc     | Norton      |         |       |        |        |        |       |       |       | ULS 1  | FIN -  | NAT - | JPN - |       | 25    | 3r      | 1         |
| 1965 | 125cc     | Yamaha      | USA -   | GER - | ESP -  | FRA -  | IOM 1  | DTT - |       | DDR - | CSR -  | ULS -  | FIN - | NAT - | JPN - | 8     | 10è     | 1         |
| 1965 | 250cc     | Yamaha      | USA 1   | GER 1 | ESP 1  | FRA 1  | IOM NC | DTT 1 | BEL 2 | DDR 2 | CSR 1  | ULS 1  | FIN - | NAT - | JPN - | 56    | 1r      | 7         |
| 1965 | 350cc     | Yamaha      |         | GER - |        |        | IOM 2  | DTT - |       | DDR - | CSR -  | ULS -  | FIN - | NAT - | JPN - | 6     | 9è      | 0         |
| 1966 | 125cc     | Yamaha      | ESP 4   | GER 3 |        | DTT 3  |        | DDR 4 | CSR - | FIN 1 | ULS 3  | IOM 2  | NAT 4 | JPN 5 |       | 29    | 4t      | 1         |
| 1966 | 250cc     | Yamaha      | ESP 3   | GER - | FRA -  | DTT 2  | BEL 2  | DDR 2 | CSR 2 | FIN - | ULS -  | IOM NC | NAT - | JPN 2 |       | 34    | 2n      | 0         |
| 1966 | 350cc     | Yamaha      |         | GER - | FRA -  | DTT -  |        | DDR - | CSR - | FIN - | ULS -  | IOM -  | NAT - | JPN 1 |       | 8     | 8è      | 1         |
| 1967 | 125cc     | Yamaha      | ESP 2   | GER - | FRA 2  | IOM 1  | DTT 1  | BEL - | DDR 2 | CZE - | FIN -  | ULS 2  | NAT - | CAN - | JPN - | 40    | 2n      | 2         |
| 1967 | 250cc     | Yamaha      | ESP 1   | GER 2 | FRA 2  | IOM 2  | DTT -  | BEL - | DDR 1 | CZE 1 | FIN -  | ULS -  | NAT 1 | CAN 2 | JPN - | 50    | 2n      | 4         |
| 1968 | 125cc     | Yamaha      | GER 1   | ESP - | IOM 1  | DTT 1  |        | DDR 1 | CSR 1 | FIN 1 | ULS 2  | NAT 2  |       |       |       | 40    | 1r      | 6         |
| 1968 | 250cc     | Yamaha      | GER -   | ESP 1 | IOM NC | DTT 2  | BEL 1  | DDR 2 | CSR 1 | FIN 1 | ULS -  | NAT 1  |       |       |       | 46    | 1r      | 5         |
| 1969 | 250cc     | Yamaha      | ESP -   | GER - | FRA -  | IOM NC | DTT -  | BEL - | DDR - | CZE - | FIN -  | ULS -  | NAT 1 | YUG - |       | 15    | 13è     | 1         |
| 1969 | 350cc     | Yamaha      | ESP -   | GER - |        | IOM NC | DTT -  |       | DDR - | CZE - | FIN -  | ULS -  | NAT 1 | YUG - |       | 15    | 13è     | 1         |
| 1970 | 250cc     | Yamaha      | GER -   | FRA - | YUG -  | IOM -  | DTT 2  | BEL - | DDR - | CZE - | FIN -  | ULS -  | NAT 3 | ESP - |       | 22    | 12è     | 0         |
| 1970 | 350cc     | Yamaha      | GER -   |       | YUG -  | IOM -  | DTT 3  |       | DDR - | CZE - | FIN -  | ULS -  | NAT - | ESP - |       | 10    | 17è     | 0         |
| 1971 | 250cc     | Yamaha      | AUT -   | GER 1 | IOM 1  | DTT 1  | BEL -  | DDR 3 | CZE - | SWE - | FIN 10 | ULS -  | NAT 6 | ESP 2 |       | 73    | 1r      | 3         |
| 1971 | 350cc     | Yamaha      | AUT -   | GER - | IOM NC | DTT 2  |        | DDR - | CZE - | SWE - | FIN -  | ULS -  | NAT - | ESP - |       | 12    | 16è     | 0         |
| 1971 | 500cc     | Ducati      | AUT -   | GER - | IOM -  | DTT -  | BEL -  | DDR - |       | SWE - | FIN -  | ULS -  | NAT 4 | ESP - |       | 8     | 18è     | 0         |
| 1972 | 250cc     | Yamaha      | GER -   | FRA 1 | AUT -  | NAT -  | IOM 1  | YUG - | DTT 4 | BEL 3 | DDR -  | CZE 3  | SWE - | FIN - | ESP - | 58    | 4t      | 2         |
| 1972 | 350cc     | MV Agusta   | GER -   | FRA - | AUT -  | NAT 4  | IOM NC | YUG 3 | DTT 5 |       | DDR 1  | CZE -  | SWE 2 | FIN - | ESP - | 51    | 5è      | 1         |
| 1973 | 350cc     | MV Agusta   | FRA 2   | AUT - | GER -  | NAT -  | IOM -  | YUG - | DTT 2 |       | CZE 3  | SWE 3  | FIN 2 | ESP - |       | 56    | 3r      | 0         |
| 1973 | 500cc     | MV Agusta   | FRA 2   | AUT - | GER 1  |        | IOM -  | YUG - | DTT 1 | BEL 2 | CZE 2  | SWE 1  | FIN 2 | ESP 1 |       | 84    | 1r      | 4         |
| 1974 | 500cc     | MV Agusta   | FRA 1   | GER - | AUT -  | NAT 3  | IOM -  | DTT 3 | BEL 1 | SWE 2 | FIN 1  | CZE 1  |       |       |       | 82    | 1r      | 4         |
| 1975 | 500cc     | MV Agusta   | FRA 3   | AUT 3 | GER 2  | NAT 2  | IOM -  | DTT 3 | BEL 1 | SWE 2 | FIN -  | CZE 1  |       |       |       | 76    | 2n      | 2         |
| 1976 | 500cc     | Suzuki      | FRA Ret | AUT 3 | NAT 2  | IOM -  | DTT -  | BEL - | SWE - | FIN - | CSR -  | GER -  |       |       |       | 22    | 10è     | 0         |